# Frank Grubbs
Pour les articles homonymes, voir Grubbs.
Frank Ephraim Grubbs (2 septembre 1913 - 19 janvier 2000) est un statisticien américain.

## Biographie
Il a obtenu son bachelor de l'Alabama Polytechnic Institute. Il a obtenu son doctorat en statistique de l'université du Michigan en 1949. Il a étudié avec Cecil C. Craig et sa thèse de recherche portait sur la détection des valeurs aberrantes .
Il a travaillé au laboratoire de recherche balistique (en) alors qu'il était capitaine dans l'armée américaine.
Le test de Grubbs pour les valeurs aberrantes et la méthode de Mann-Grubbs pour calculer une borne de confiance inférieure d'une série binomiale portent son nom.
Il a pris sa retraite en 1975 et est décédé le 19 janvier 2000. Il est enterré au cimetière Five Points Belcher en Alabama.

## Prix et distinctions
Pour ses contributions aux statistiques, il a reçu le prix Samuel-Wilks de la Société américaine de statistique en 1964. En 1971, il a reçu la médaille Shewhart de l'American Society for Quality (en).

## Publications
- Wasting time modeling, eh?, 1975[3]
- Statistical Measures of Accuracy for Riflemen and Missile Engineers, 1964
- Be your own income tax consultant; an analysis of your personal Federal income tax problems, 1962